# Ministère de la Défense nationale (Grèce)
Le ministère grec de la Défense nationale (en grec moderne : Υπουργείο Εθνικής Άμυνας, Ypourgeío Ethnikís Ámynas, en abrégé ΥΠΕΘΑ), est le ministère chargé de gérer la défense militaire de la Grèce, créé en 1950.
Depuis le 27 juin 2023, le ministre est Níkos Déndias.